# Vito Corleone
Don Vito Corleone ali Vito Andolini Corleone je izmišljena oseba, šef ene petih newjorških mafijskih družin v romanu Maria Puza – Boter (izvirno angl. The Godfather). Po romanu so posneli tudi istoimenski film, ki ga je režiral Francis Ford Coppola. V prvem filmu (3-je oskarji, 19 zmag in 17 nominacij) je Vita Corleona igral Marlon Brando. V drugem filmu (6 oskarjev, 7 zmag in 15 nominacij) pa je igrel mladega Vita Corleoneja Robert De Niro, in dobil oskarja za najboljšo stransko vlogo (1975).  Brando in De Niro sta še vedno edina igralca, ki sta dobila oskarja za igranje istega karakterja. V tretjem filmu (nominiran za 7 oskarjev, še 3 zmage in 10 nominacij) je igral botra Al Pacino.
V Puzovi noveli je Vito glava družine Corleone, ki se ukvarja z mafijskimi posli in je ena najmočnejših družin v New Yorku. Njegov najmlajši sin, Michael Corleone, postane Don ob koncu prvega romana. Ima še dva druga sinova, Santino Sonny Corleone in Fredo Corleone in hčer, Connie Corleone. Poleg tega je vzgojil še enega sina, Tom Hagen, ki je odrasel da bi postal družinski svetovalec (consigliere). 